# Aimone Taparelli
Aimone Taparelli, O.P. ( † 15. srpna 1495, Savigliano) byl italský římskokatolický duchovní a dominikán. Katolická církev ho uctívá jako blahoslaveného.

## Život
Narodil se kolem roku 1395 v Saviglianu do rodiny hrabat z Lagnasca. Nejprve se věnoval právnické kariéře a oženil se. Brzy ovdověl a pocítil povolání k duchovnímu životu. 
Roku 1441 vstoupil do Řádu bratří kazatelů v rodném městě. Studoval na Turínské koleji, kde pozdější vyučoval. Přijal kněžské svěcení krátkou dobu působil jako zpovědník vévody Amadea IX. Savojského. Byl jmenován generálním inkvizitorem řádu pro oblasti Lombardie a Ligurie, kdy nahradil zavražděného Bartolomea Cerveriho. Roku 1468 byl zvolen představeným konventu svatého Dominika v Saviglianu. Vynikal svým kazatelským talentem.
Zemřel 15. srpna 1495. Jeho tělo se nachází v kostele svatého Dominika v Turíně.

## Kult
Dne 29. května 1856 uznal papež Pius IX. jeho kult.
Jeho svátek se připomíná 15. srpna.